# Liste der Mühlen an der Volkach und ihren Zuflüssen

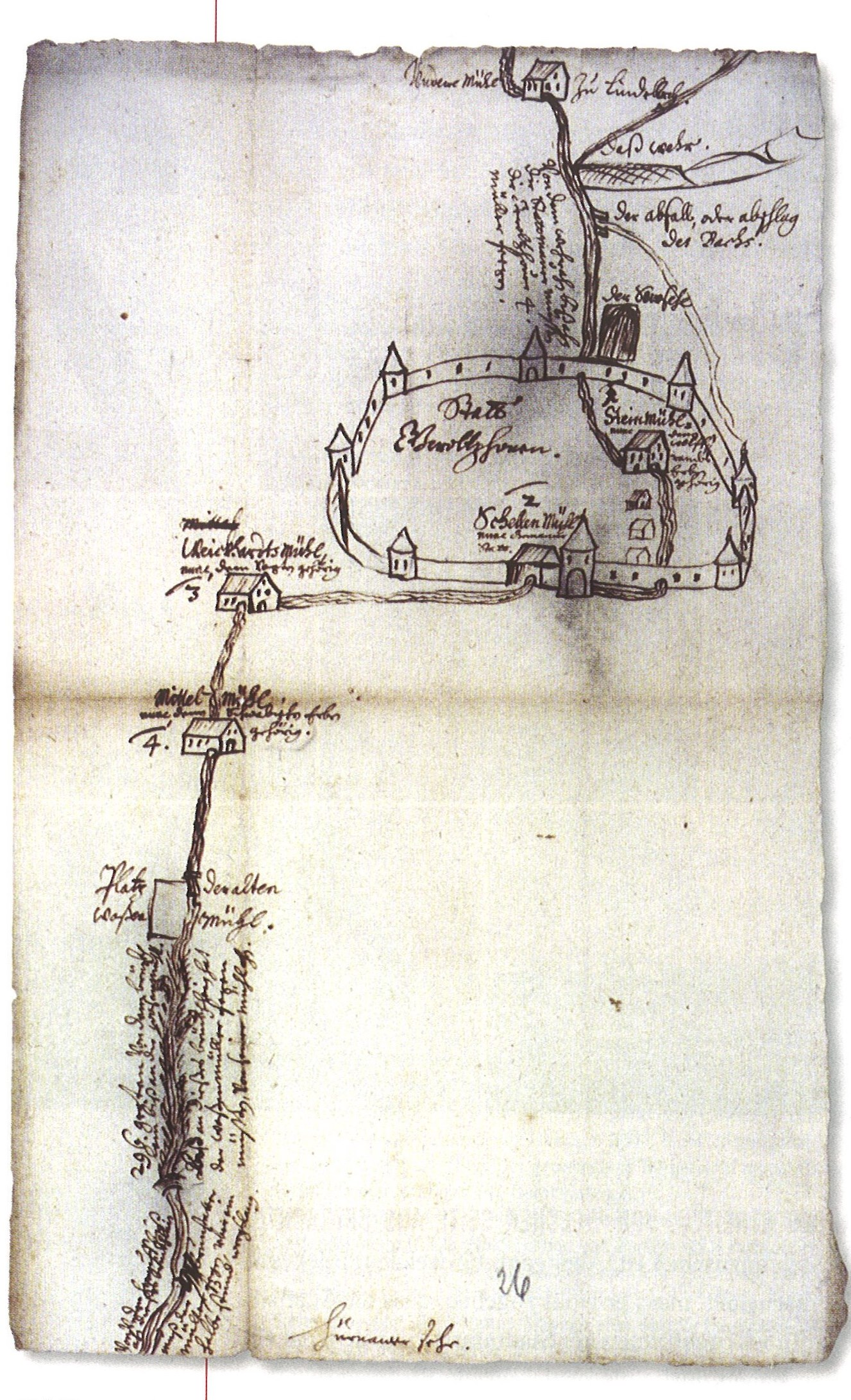
Die Mühlen an der Volkach zwischen Lindelach und Gerolzhofen im Jahr 1590

Die Liste der Mühlen an der Volkach und ihren Zuflüssen führt alle Mühlenbauten am Mainzufluss Volkach und seinen Zuflüssen im Regierungsbezirk Unterfranken in Bayern auf. Die Volkach durchfließt in insgesamt etwa westsüdwestlicher Richtung die heutigen Landkreise Schweinfurt und Kitzingen.  Zeitweise standen über 20 Mühlen am Bach. Daneben fanden sich Mühlen auch am Seehausbach, dem Gaibach und dem Weidachbach mit seinen Oberläufen.

## Historischer Hintergrund
Eine handbetriebene Reibmühle aus der Jungsteinzeit, die in der Nähe der Klesenmühle von Gerolzhofen an der Volkach gefunden wurde, ist der erste Hinweis auf Mühlen in der Region. Zunächst wurden diese Drehmühlen noch nicht mit Wasserkraft angetrieben. Erst im 7. oder 8. Jahrhundert brachten die zuwandernden fränkischen Stämme die Wassermühle in die Region am Main. Mit der Gründung des Hochstiftes Würzburg im Jahr 742 etablierten sich die Wassermühlen auch entlang der kleineren Flüsse.
Als erste Mühle tauchte im Jahr 1225 in den Quellen die Stettenmühle als „(…) molendium sub castro“ (lat. Mühle unter der Burg [Stettenburg]) auf. In der zweiten Hälfte des 13. Jahrhunderts stiegen dann die beiden wichtigsten Siedlungen entlang des Baches, Gerolzhofen und Volkach, zu Städten auf. Um ihre Nahrungsversorgung sicherzustellen, entstanden nahe den beiden Orten vermehrt Mühlen. Zu dieser Zeit richtete man vorrangig Getreidemühlen auf. Häufige Streitigkeiten über die Wassernutzung zeugen von ihrer Konkurrenz.
Durch das Bevölkerungswachstum im späten 18. und frühen 19. Jahrhundert etablierten sich neue Mühlen an der Volkach. Allerdings beschränkte man sich nun nicht mehr nur auf das Mahlen von Getreide, sondern errichtete auch Säge-, Gips- und Lohmühlen. Im Zuge der Urbanisierung verschwanden die ersten Mühlen. Diese Entwicklung setzte sich am Volkachbach in der zweiten Hälfte des 20. Jahrhunderts weiter fort. Heute existieren nur noch zwei Mühlenbetriebe am Bach.

## Mühlenliste
Die Ordnung in der Liste richtet sich nach der Lage der Mühlen und folgt dem Bachlauf von der Quelle der Volkach im Steigerwald über die Zuflüsse des Seehausbachs bzw. des Weidachbachs bis zur Mündung des Baches in den Main bei Volkach. Blau unterlegte Gliederungsüberschriften nennen die Gemarkungen, auf denen die Mühlen standen oder noch stehen. Die Kurzbeschreibung zu jeder Mühle erwähnt, wenn diese heute noch eigener Ortsteil einer Gemeinde ist.
Die meisten Mühlen finden sich auf der Gemarkung von Gerolzhofen, das zeitweise die größte Siedlung an der Volkach war. Zwei dieser Mühlen standen allerdings ursprünglich auf der Gemarkung von Lindelach unmittelbar östlich der Stadt, das im Dreißigjährigen Krieg verwüstet wurde. In Volkach säumten insgesamt sechs Mühlen den Volkachbach, drei davon im Ortsteil Obervolkach, wo sich Weidachbach und Volkach vereinen. Eine ähnlich dichte Folge von Mühlen gab es sonst nur in Dingolshausen.

### Volkach
| Name                      | Typ                        | Erhaltungszustand                                   | Beschreibung | Lage                             | Bild |                         |                         |
| Michelau im Steigerwald   | Michelau im Steigerwald    | Michelau im Steigerwald                             | Michelau im Steigerwald | Michelau im Steigerwald          | Michelau im Steigerwald | Michelau im Steigerwald | Michelau im Steigerwald |
| ------------------------- | -------------------------- | --------------------------------------------------- | --- | -------------------------------- | --- | ----------------------- | ----------------------- |
| Haudersmühle              | Getreide- und Schneidmühle | weitgehend erhalten                                 | Die Mühle ist die erste im Verlauf der Volkach. Sie wurde bereits im 14. Jahrhundert erwähnt. Im 19. Jahrhundert übernahm die Familie Finster die Haudersmühle, musste sie jedoch im Jahr 1956 stilllegen. Heute ist die Mühle ein eigenständiger Ortsteil von Michelau im Steigerwald. | 49° 54′ 30,4″ N, 10° 25′ 19,8″ O | Bild gesucht Die Wikipedia wünscht sich an dieser Stelle ein Bild vom hier behandelten Ort. Weitere Infos zum Motiv findest du vielleicht auf der Diskussionsseite . Falls du dabei helfen möchtest, erklärt die Anleitung , wie das geht. BW |                         |                         |
| Dingolshausen             |                            |                                                     | |                                  | |                         |                         |
| Volkachsmühle             | Getreide- und Schneidmühle | weitgehend erhalten, erneuert                       | Die Müller der Volkachsmühle stammten im 18. Jahrhundert aus der Familie Sendner, danach gab es andere Besitzer, bis in der Mitte des 19. Jahrhunderts wieder Sendner auf der Mühle saßen. Nachdem die Mühle 1951 stillgelegt worden ist, werden die Gebäude als Wohnhaus genutzt. Heute ist die Mühle ein eigenständiger Ortsteil von Dingolshausen. | 49° 54′ 31,2″ N, 10° 24′ 16,7″ O | Bild gesucht Die Wikipedia wünscht sich an dieser Stelle ein Bild vom hier behandelten Ort. Weitere Infos zum Motiv findest du vielleicht auf der Diskussionsseite . Falls du dabei helfen möchtest, erklärt die Anleitung , wie das geht. BW |                         |                         |
| Mittelmühle               | Getreide- und Gipsmühle    | weitgehend erhalten, erneuert                       | Die Mühle wurde erstmals im 19. Jahrhundert erwähnt. Lange Zeit blieb die Mittelmühle in den Händen der Familie Sendner, die hier auch Gips mahlten. Im Jahr 1955 musste wegen mangelnder Rentabilität der Mahlgang und 1960 auch der Schrotgang stillgelegt werden. Heute ist die Mühle ein eigenständiger Ortsteil von Dingolshausen. | 49° 54′ 29,8″ N, 10° 23′ 59,1″ O | Bild gesucht Die Wikipedia wünscht sich an dieser Stelle ein Bild vom hier behandelten Ort. Weitere Infos zum Motiv findest du vielleicht auf der Diskussionsseite . Falls du dabei helfen möchtest, erklärt die Anleitung , wie das geht. BW |                         |                         |
| Dorfmühle (Dingolshausen) | Getreidemühle              | teilweise erhalten, erneuert                        | Die Dorfmühle wird im Jahr 1778 erstmals fassbar. Georg Johann Schramm aus Schlüsselfeld errichtete damals das alte Mühlhaus neu. Seit dem Jahr 1765 sind die Müller lückenlos nachgewiesen. Wie in den anderen Dingolshäuser Mühlen blieb auch die Dorfmühle in den Händen der Familie Sendner. Die Mühle wies einen Mahlgang und einen Schrotgang auf und erhielt 1929 einen Walzenstuhl. Bis zum Jahr 1947 hatte man einen angestellten Müllergesellen. 1956 wurde der Mühlenbetrieb eingestellt.                                                                  | 49° 54′ 22,1″ N, 10° 23′ 42,9″ O | Bild gesucht Die Wikipedia wünscht sich an dieser Stelle ein Bild vom hier behandelten Ort. Weitere Infos zum Motiv findest du vielleicht auf der Diskussionsseite . Falls du dabei helfen möchtest, erklärt die Anleitung , wie das geht. BW |                         |                         |
| Gerolzhofen               |                            |                                                     | |                                  | |                         |                         |
| Lindelachsmühle           | Getreidemühle              | weitgehend erhalten, erneuert                       | Eine Mühle auf dem Gebiet des ehemaligen Dorfes Lindelach wurde im Jahr 1305 erstmals erwähnt. Im 16. Jahrhundert hielt das Hochstift Würzburg das Lehen über die Lindelachsmühle. Lindelach wurde im Jahr 1631 verwüstet und nicht mehr aufgebaut, nur die beiden Mühlen haben sich erhalten. Heute ist die Mühle unter dem Namen Lindelachshof ein eigenständiger Ortsteil von Gerolzhofen. | 49° 53′ 53,7″ N, 10° 22′ 3,4″ O  | Bild gesucht Die Wikipedia wünscht sich an dieser Stelle ein Bild vom hier behandelten Ort. Weitere Infos zum Motiv findest du vielleicht auf der Diskussionsseite . Falls du dabei helfen möchtest, erklärt die Anleitung , wie das geht. BW |                         |                         |
| Klesenmühle               | Getreidemühle              | weitgehend erhalten                                 | Eine Mühle auf dem Gebiet des ehemaligen Dorfes Lindelach wurde im Jahr 1305 erstmals erwähnt. Nach der Zerstörung des Dorfes Lindelach im Jahr 1631, blieben nur noch die beiden Mühlen erhalten. Heute ist die Mühle ein eigenständiger Ortsteil von Gerolzhofen. | 49° 53′ 56,7″ N, 10° 21′ 51″ O   | Bild gesucht Die Wikipedia wünscht sich an dieser Stelle ein Bild vom hier behandelten Ort. Weitere Infos zum Motiv findest du vielleicht auf der Diskussionsseite . Falls du dabei helfen möchtest, erklärt die Anleitung , wie das geht. BW |                         |                         |
| Steinmühle                | Getreidemühle              | weitgehend erhalten                                 | Die Mühle lag in einer der beiden Vorstädte der Stadt Gerolzhofen. Sie wurde erstmals im Jahr 1590 als „Stein Mühl, nunc dero Wollframbs Erbn gehörig“ bildlich dargestellt. Am 27. Juni 1664 benannte der Rat der Stadt die vier Mühlen Gerolzhofens, darunter auch die Steinmühle. Im Jahr 1800 war die Mühle noch in Betrieb. | 49° 53′ 58,4″ N, 10° 21′ 10,8″ O | weitere Bilder |                         |                         |
| Lohmühle (Gerolzhofen)    | Lohmühle                   | vollständig abgegangen                              | Die Mühle lag an der heutigen Frankenwinheimer Straße und wurde im Jahr 1790 wegen Gesetzeswidrigkeiten niedergerissen und dem Erdboden gleichgemacht. Heute erinnert die Straße Lohmühlenweg in Gerolzhofen an die Mühle. | 49° 53′ 56,6″ N, 10° 20′ 14,2″ O | Bild gesucht Die Wikipedia wünscht sich an dieser Stelle ein Bild vom hier behandelten Ort. Weitere Infos zum Motiv findest du vielleicht auf der Diskussionsseite . Falls du dabei helfen möchtest, erklärt die Anleitung , wie das geht. BW |                         |                         |
| Schellenmühle             | Getreidemühle              | vollständig abgegangen                              | Erstmals wurde die Mühle im Jahr 1590 als „Schellen Mühl, nunc benander Stats“ erwähnt und war Teil der Stadtmauer von Gerolzhofen nahe dem Frankenwinheimer Tor. Als Stadtmühle wurde sie von den Räten unterhalten. Sie wurde wohl im 20. Jahrhundert aufgegeben. | 49° 54′ 6,9″ N, 10° 20′ 41,7″ O  | weitere Bilder |                         |                         |
| Vogtsmühle                | Getreidemühle              | vollständig abgegangen, durch Erlöserkirche ersetzt | Erstmals dargestellt wurde die Mühle im Jahr 1590. Damals wurde sie „Weickardts Mühl“ genannt. 1606 kam der Vogt Jobst Krämer in den Besitz der Anlage, die man dann „Vogtsmühle“ nannte. Im Jahr 1881 erwarb die Familie Stumpf die Mühle, ehe sie 1948 an Kilian Kraus kam. Im Jahr 1968 wurde die Mühle stillgelegt und 1976 auch das Mühlengebäude niedergerissen. Die Dreimühlenstraße in Gerolzhofen erinnert an die Mühle. | 49° 54′ 11,2″ N, 10° 20′ 41,1″ O | weitere Bilder |                         |                         |
| Erlesmühle                | Getreidemühle              | vollständig abgegangen                              | Die Mühle wurde im Jahr 1590 erstmals als „Mittel-Mühl, nunc dem Schwabigtn Erbn gehörig“ bildlich dargestellt. Eine Zeitlang wurde sie auch Werners-Leopoldsmühle genannt. Ebenso hieß sie zeitweise Welschen Mühle. Die Dreimühlenstraße in Gerolzhofen erinnert an die Mühlen, die sich an ihr aufreihten. | 49° 54′ 13,3″ N, 10° 20′ 38,4″ O | weitere Bilder |                         |                         |
| Wasenmühle                | unklar                     | wohl vollständig abgegangen                         | Die Mühle ist wohl wesentlich jünger als die anderen der Gerolzhöfer Mühlen. Bereits im 19. Jahrhundert wurde der Mühlenbetrieb aufgegeben und in den 1970er-Jahren das Mühlengebäude abgerissen. Heute befindet sich ein Wohnhaus an der Stelle der Mühle. Die Dreimühlenstraße in Gerolzhofen erinnert an Mühle. | 49° 54′ 15,5″ N, 10° 20′ 35,7″ O | weitere Bilder |                         |                         |
| Frankenwinheim-Brünnstadt |                            |                                                     | |                                  | |                         |                         |
| Brünnstadter Mühle        | unklar                     | unklar                                              | unklar | 49° 54′ 30″ N, 10° 18′ 6″ O      | Bild gesucht Die Wikipedia wünscht sich an dieser Stelle ein Bild vom hier behandelten Ort. Weitere Infos zum Motiv findest du vielleicht auf der Diskussionsseite . Falls du dabei helfen möchtest, erklärt die Anleitung , wie das geht. BW |                         |                         |
| Kolitzheim-Zeilitzheim    |                            |                                                     | |                                  | |                         |                         |
| Dorfmühle (Zeilitzheim)   | Getreidemühle              | weitgehend erhalten                                 | Die Mühle wurde auch Hofmühle genannt und wurde erstmals zwischen 1578 und 1595 im evangelischen Kirchenbuch von Zeilitzheim erwähnt. Der Müller, Hans Schneider, zahlte jährlich einen bestimmten Betrag an das evangelische Gotteshaus, da er die Mühle nur zu Lehen erhalten hatte. Insgesamt sind 21 Hofmüller nachgewiesen, die zeitweise auch den Dorfbürgermeister stellten. Im Jahr 1947 wurde der Mühlbach, der von der Volkach abzweigte eingeebnet, zehn Jahre später, 1957, wurde die Mühle stillgelegt. Das erhaltene Anwesen wird als Wohnhaus genutzt. | 49° 53′ 57,7″ N, 10° 16′ 13,6″ O | Bild gesucht Die Wikipedia wünscht sich an dieser Stelle ein Bild vom hier behandelten Ort. Weitere Infos zum Motiv findest du vielleicht auf der Diskussionsseite . Falls du dabei helfen möchtest, erklärt die Anleitung , wie das geht. BW |                         |                         |
| Lohmühle (Zeilitzheim)    | Lohmühle                   | weitgehend erhalten, erneuert                       | Im Jahr 1776 errichtete der Zeilitzheimer Gerber Andreas Krönlein die Mühle. Nachdem sie jahrzehntelang Lehen der Grafen von Schönborn war, konnte Friedrich Krönlein sie im 19. Jahrhundert erwerben. In der ersten Hälfte des 20. Jahrhunderts wurde die Mühle stillgelegt. Heute ist sie ein eigenständiger Ortsteil von Kolitzheim. | 49° 53′ 28,7″ N, 10° 15′ 50,5″ O | weitere Bilder |                         |                         |
| Volkach-Obervolkach       |                            |                                                     | |                                  | |                         |                         |
| Stettenmühle              | Getreidemühle              | weitgehend erhalten, erneuert                       | Die erste Erwähnung der Stettenmühle erfolgte bereits im Jahr 1225. Zunächst war sie in den Händen der Grafen zu Castell und während des ganzen Mittelalters bewohnt. Im 19. Jahrhundert erhielten Privatpersonen die Mühle. Sie wurde im Jahr 1967 stillgelegt. Heute ist die Mühle ein eigenständiger Ortsteil von Volkach. | 49° 52′ 48,2″ N, 10° 15′ 2,3″ O  | weitere Bilder |                         |                         |
| Fuchsenmühle              | Getreidemühle              | Nebengebäude erhalten                               | Die sogenannte Fuchsenmühle erhielt ihren Namen wohl vom Nachnamen ihrer Besitzer. Sie liegt von Zeilitzheim her am Ortseingang von Obervolkach. Heute erhebt sich hier ein modernes Wohnhaus. Als letzter Müller ist in den 1950er-Jahren ein Herr Bausenwein nachgewiesen. Lediglich der Mühlbach und ein kleines Fachwerkgebäude haben sich heute noch erhalten. | 49° 52′ 33,6″ N, 10° 15′ 28,9″ O | weitere Bilder |                         |                         |
| Gründleinsmühle           | Getreidemühle              | in Betrieb, erneuert                                | Die Mühle wurde im 16. Jahrhundert erstmals erwähnt. Sie war der Grund für häufige Streitigkeiten zwischen den Obervolkacher Müllern, da das Aufstauen der Volkach bei ihr Überschwemmungen verursachte. Zu Beginn des 20. Jahrhunderts erwarb die Familie Englert die Mühle und begann mit der Modernisierung des Betriebes. Nach dem Ende des Zweiten Weltkrieges erweiterte man die Produktpalette und stellte fortan auch Futtermittel her. Heute werden neben Tierfutter auch Bäckereiwaren hergestellt.                                                         | 49° 52′ 20,4″ N, 10° 15′ 15,1″ O | weitere Bilder |                         |                         |
| Volkach                   |                            |                                                     | |                                  | |                         |                         |
| Herrenmühle               | Getreide- und Schneidmühle | weitgehend erhalten, erneuert                       | Die Herrenmühle entstand in den Jahren 1588 bis 1590. Der Volkacher Stadtrat hatte beschlossen eine Stadtmühle zu errichten, um die Versorgung der Bevölkerung zu sichern. Zunächst nahmen die Stadtbürger die neue Mühle nicht an, sodass die Herrenmühle jahrhundertelang der Stadt Verluste eintrug. Am Ende des 18. Jahrhunderts wurde sie verkauft und blieb in privaten Händen. Heute wird sie als Wohnhaus genutzt. | 49° 52′ 4,8″ N, 10° 14′ 16,6″ O  | weitere Bilder |                         |                         |
| Schaubmühle               | Getreidemühle              | in Betrieb, erneuert                                | Die Mühle wurde erstmals im Jahr 1375 als Obere Mühle erwähnt. Die Müller der Schaubmühle waren zunächst städtische Amtsträger und mussten vor dem Bürgermeister der Stadt Volkach einen Eid ablegen, erst mit dem Übergang der Stadt an das Königreich Bayern fiel 1825 der Mühlenzwang und die Mühle kam in private Hände. Seit 1936 ist die Mühle in Besitz der Familie Lippert, die sie in einen Wirtschaftsbetrieb umwandelten. | 49° 52′ 5,9″ N, 10° 13′ 52″ O    | weitere Bilder |                         |                         |
| Brückenmühle              | Getreidemühle              | weitgehend erhalten, erneuert                       | Die Mühle wurde im Jahr 1429 erstmals erwähnt, wahrscheinlich existierte sie jedoch bereits ein Jahrhundert früher als Untere Mühle nahe dem Gaibacher Tor in Volkach. Nachdem die Mühle von verschiedenen Pächtern betrieben wurde, übernahm im Jahr 1910 Robert Klüpfel die Brückenmühle und erneuerte die Anlage nach 1930 umfassend. Die Mühle wurde in den 1960er-Jahren aufgegeben und wird seitdem als Wohnhaus genutzt. | 49° 52′ 3,1″ N, 10° 13′ 29,7″ O  | weitere Bilder |                         |                         |

### Seehausbach
| Dorfmühle (Herlheim) | Getreidemühle | weitgehend erhalten, erneuert | Die Herlheimer Dorfmühle war in der Vergangenheit mit zwei Mahlgängen ausgestattet. Der Straßenname Mühlweg erinnert an die ehemalige Anlage. | 49° 55′ 15,1″ N, 10° 17′ 1,5″ O | Bild gesucht Die Wikipedia wünscht sich an dieser Stelle ein Bild vom hier behandelten Ort. Weitere Infos zum Motiv findest du vielleicht auf der Diskussionsseite . Falls du dabei helfen möchtest, erklärt die Anleitung , wie das geht. BW |

### Gaibach
| Lohmühle (Gaibach) | Lohmühle | vollständig abgegangen | Die Lohmühle wurde im bayerischen Urkataster aus der ersten Hälfte des 19. Jahrhunderts verzeichnet. Heute finden sich keine Spuren der Anlage mehr. Die Flurstücke Mühlwiese und Mühlstück erinnern an die Mühle. | 49° 53′ 7,7″ N, 10° 14′ 31,6″ O | Bild gesucht Die Wikipedia wünscht sich an dieser Stelle ein Bild vom hier behandelten Ort. Weitere Infos zum Motiv findest du vielleicht auf der Diskussionsseite . Falls du dabei helfen möchtest, erklärt die Anleitung , wie das geht. BW |

### Weidachbach und seine Zuflüsse
| Name                | Gewässer    | Typ           | Erhaltungszustand             | Beschreibung | Lage                             | Bild |          |
| Lülsfeld            | Lülsfeld    | Lülsfeld      | Lülsfeld                      | Lülsfeld | Lülsfeld                         | Lülsfeld | Lülsfeld |
| ------------------- | ----------- | ------------- | ----------------------------- | --- | -------------------------------- | --- | -------- |
| Lülsbachmühle       | Lülsbach    | Getreidemühle | weitgehend erhalten           | Die Lülsbachmühle wurde im 15. Jahrhundert von den Zollnern von Hallburg errichtet und gelangte 1716 an die Grafen von Schönborn. Sie ist heute ein eigenständiger Gemeindeteil von Lülsfeld. Die erhaltenen Baulichkeiten des 17. und 18. Jahrhunderts werden vom Bayerischen Landesamt für Denkmalpflege als Baudenkmal eingeordnet.                                                                                              | 49° 52′ 32″ N, 10° 19′ 32,8″ O   | Bild gesucht Die Wikipedia wünscht sich an dieser Stelle ein Bild vom hier behandelten Ort. Weitere Infos zum Motiv findest du vielleicht auf der Diskussionsseite . Falls du dabei helfen möchtest, erklärt die Anleitung , wie das geht. BW |          |
| Frankenwinheim      |             |               |                               | |                                  | |          |
| Weinbergsmühle      | Weidachbach | Getreidemühle | weitgehend erhalten, erneuert | Die Weinbergsmühle (auch Wengertsmühle, Frankenwinheimermühle) wurde erstmals im Jahr 1325 erwähnt und gehört zu den ältesten Mühlen entlang der Volkach und ihrer Zuflüsse. Die Mühle gehörte lange Zeit zur Dorfherrschaft Krautheim und wechselte den Besitzer in der Frühneuzeit mehrfach. Seit 1940 liegt die Anlage in der Gemarkung Frankenwinheim. Weinbergsmühle bildet einen eigenständigen Gemeindeteil Frankenwinheims. | 49° 53′ 4,9″ N, 10° 17′ 45,2″ O  | Bild gesucht Die Wikipedia wünscht sich an dieser Stelle ein Bild vom hier behandelten Ort. Weitere Infos zum Motiv findest du vielleicht auf der Diskussionsseite . Falls du dabei helfen möchtest, erklärt die Anleitung , wie das geht. BW |          |
| Volkach-Krautheim   |             |               |                               | |                                  | |          |
| Wenzelsmühle        | Weidachbach | Getreidemühle | weitgehend erhalten           | Die Wenzelsmühle (auch Obere Mühle) ist die jüngere der beiden ursprünglich zu Krautheim gehörenden Mühlen. Sie wurde erstmals im 17. Jahrhundert urkundlich erwähnt. Damals gehörte sie dem Adelsgeschlecht der Zollner von der Hallburg, die auch die Vogtei über Krautheim innehatten. In der Mühle ist heute ein Wohnhaus untergebracht.                                                                                        | 49° 52′ 51,1″ N, 10° 16′ 21,9″ O | weitere Bilder |          |
| Volkach-Obervolkach |             |               |                               | |                                  | |          |
| Ziegelmühle         | Weidachbach | Getreidemühle | weitgehend erhalten, erneuert | Die Ziegelmühle (Adresse Dr.-Gengler-Straße 33) befindet sich am Weg nach Krautheim. Die Mühle wurde seit dem Ausgang des Mittelalters als Gemeindemühle betrieben. Zuletzt wurde sie mindestens zwei Generationen lang von den sogenannten Stahlmüllern betrieben. Der Mühlbetrieb musste nach der Flurbereinigung 1973 eingestellt werden.                                                                                        | 49° 52′ 26,4″ N, 10° 15′ 44″ O   | Bild gesucht Die Wikipedia wünscht sich an dieser Stelle ein Bild vom hier behandelten Ort. Weitere Infos zum Motiv findest du vielleicht auf der Diskussionsseite . Falls du dabei helfen möchtest, erklärt die Anleitung , wie das geht. BW |          |